# Illmitz
Illmitz is een gemeente in de Oostenrijkse deelstaat Burgenland, gelegen in het district Neusiedl am See (ND). De gemeente heeft ongeveer 2500 inwoners.

## Geografie
Illmitz heeft een oppervlakte van 91,75 km². Het ligt in het uiterste oosten van het land. Ze ligt op 11 km ten zuiden van Podersdorf am See en nabij Sankt Andrä am Zicksee. 5 km verder van Illmitz ligt Illmitz-Bad aan de Seewinkel of "meerhoek".

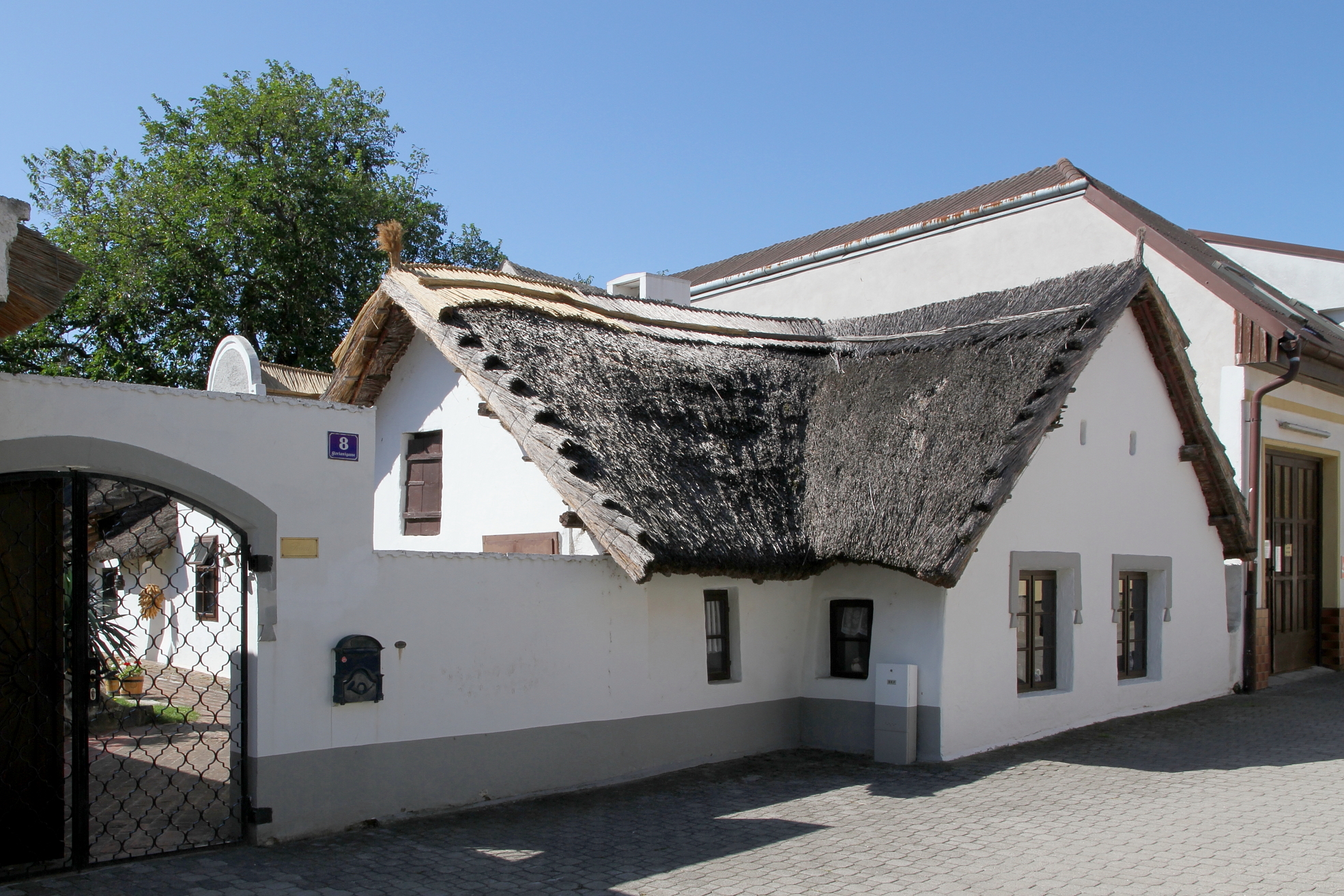
Streekmuseum

Andau · Apetlon · Bruckneudorf · Deutsch Jahrndorf · Edelstal · Frauenkirchen · Gattendorf · Gols · Halbturn · Illmitz · Jois · Kittsee · Mönchhof · Neudorf bei Parndorf · Neusiedl am See · Nickelsdorf · Pama · Pamhagen · Parndorf · Podersdorf am See · Potzneusiedl · Sankt Andrä am Zicksee · Tadten · Wallern im Burgenland · Weiden am See · Winden am See · Zurndorf
- Gemeinsame Normdatei: 4357673-4
- MusicBrainz: 4e3c7ed7-7de2-4ead-a41f-8fd784820926
- Virtual International Authority File: 240515652
- WorldCat: E39PCjyJrxgVQVkY6bjfXp4BxC